# Madrid Tennis Grand Prix 1978
Il Madrid Tennis Grand Prix 1978 è stato un torneo di tennis giocato sulla terra rossa. È stata la 7ª edizione del Madrid Tennis Grand Prix che fa parte del Colgate-Palmolive Grand Prix 1978. Si è giocato a Madrid in Spagna dall'8 al 14 ottobre 1978.

## Campioni

### Singolare
José Higueras ha battuto in finale  Tomáš Šmíd con il punteggio di 6–7, 6–3, 6–3, 6–4

### Doppio
Wojciech Fibak /  Jan Kodeš hanno battuto in finale  Pavel Složil /  Tomáš Šmíd con il punteggio di 6–7, 6–1, 6–2